# Solstice (gruppo musicale statunitense)
I Solstice sono un gruppo musicale statunitense formatosi a Miami nel 1990.

## Formazione
- Dennis Munoz – chitarra (1990-1997, 2000, 2006-presente)
- Alex Marquez – batteria (1990-1997, 2011-presente)
- Ryan Taylor – voce, chitarra  (2013-presente)
- Marcel Salas – basso (2017-presente)

Ex componenti
- Rob Barrett – voce, chitarra (1990-1993)
- Christian Rudes – voce, chitarra (1995-1997, 2000, 2006-2013)
- Greg St. John	– basso (1991)
- Mark van Erp – basso (1992-1993)
- Garret Scott – basso (1995-1997, 2000, 2006-2012)
- Dave Smith – basso (2013)
- Doug Williams	– basso (2014)
- Josh Gibbs – basso (2014-2017)
- Brian Harris – batteria (2006-2011)

## Discografia
Album in studio
- 1992 – Solstice
- 1995 – Pray
- 2009 – To Dust
- 2021 – Casting the Die

Raccolte
- 2012 – Pray for the Sentencing